# Mauricio Casals
Mauricio Casals Aldama (Barcelona, 1949) es un abogado, empresario español, presidente del diario La Razón y adjunto a la presidencia de Atresmedia desde 2009.

## Biografía
Mauricio Casals nació en Barcelona en 1949. Está casado y tiene tres hijos. Su hermano mayor es Pedro Casals, finalista del Premio Planeta en 1986 y 1989.
Licenciado en Derecho, durante varios años fue profesor de Filosofía de Derecho por la Universidad de Barcelona. Entró en el mundo editorial como agente literario de su hermano. A partir de la década de 1980 se granjeó fama en el circuito editorial catalán como asesor literario, editor y relaciones públicas de varias editoriales con sede en Barcelona, principalmente en Plaza & Janés. En los años 1990 el periodista Luis María Anson, director del diario ABC, le asignaría cargos de responsabilidad en la edición catalana del rotativo.
En 2004 el Grupo Planeta, dirigido por José Manuel Lara Bosch, le nombró consejero delegado del diario La Razón, fundado y dirigido por Anson. Cuando este dimitió un año después, Casals asumió la presidencia del mismo. Bajo su mandato nombraría a dos directores: José Alejandro Vara (2005-2008) y Francisco Marhuenda (desde 2008).
Tras convertirse en uno de los hombres de confianza de Lara Bosch, y posteriormente de su sucesor José Crehueras, en 2009 compaginaría la presidencia de La Razón con el cargo de adjunto a la dirección del Grupo Antena 3, conglomerado de medios del que Planeta era máximo accionista.
En 2011, el Grupo Antena 3 llegó a un acuerdo con GIA La Sexta para fusionar ambas empresas en una solo grupo multimedia, Atresmedia, a partir del 1 de octubre de 2012. A pesar de que la operación estuvo a punto de malograrse por las condiciones impuestas por la Comisión Nacional de la Competencia, el Consejo de Ministros las suavizó para equipararlas con la fusión de Gestevisión Telecinco y Sogecuatro. De este modo, la nueva Atresmedia pasaba a controlar más del 40% del mercado publicitario televisivo.
Además de por su labor profesional, Casals es conocido por haber cultivado buenas relaciones con el estamento político y empresarial español, siempre a través de su posición en la industria editorial y manteniendo un discreto segundo plano.

## Controversias
Casals aceptó en 2012 ser intermediario entre el Partido Popular y su extesorero Luis Bárcenas para gestionar un despido acordado por su implicación en la trama de financiación irregular conocida como «Caso Bárcenas». En aquella época La Razón ya contaba con las pruebas de la contabilidad en negro; sin embargo, nunca llegaría a publicarlas, algo que finalmente hicieron El País y El Mundo un año más tarde.
En abril de 2017, tuvo que prestar declaración ante la Audiencia Nacional por un presunto caso de coacción a Cristina Cifuentes, presidenta de la Comunidad de Madrid, en el marco de la llamada «operación Lezo». Según las grabaciones de la Guardia Civil, Edmundo Rodríguez, consejero de La Razón e implicado en la investigación, le había pedido a Casals y Marhuenda que usaran el diario para advertir a Cifuentes de que no investigase las irregularidades del Canal de Isabel II, cometidas durante el anterior mandato de Ignacio González. Dicha causa fue archivada una semana después.

### Caso Villarejo
En julio de 2022 se publican unos audios de una conversación mantenida entre el comisario jubilado José Manuel Villarejo, el periodista Antonio García Ferreras y Casals, donde el periodista menciona la publicación de una noticia sin contrastar en uno de los medios del grupo editorial al que pertenece.

## Reconocimientos
Mauricio Casals ha recibido, entre otros, los premios "PR" en las ediciones de 2008 y 2011 por su labor de gestión en medios de comunicación.